# 28623 Olivermoses
28623 Olivermoses è un asteroide della fascia principale. Scoperto nel 2000, presenta un'orbita caratterizzata da un semiasse maggiore pari a 2,456522 UA e da un'eccentricità di 0,113059, inclinata di 6,350551° rispetto all'eclittica.